# 新幹線ひかり号爆破未遂事件
新幹線ひかり号爆破未遂事件（しんかんせんひかりごうばくはみすいじけん）とは、1967年（昭和42年）4月15日に謀られたが未遂に終わった、東海道新幹線の新幹線列車「ひかり」の爆破未遂事件である。

## 事件の発覚
1967年（昭和42年）4月15日12時30分東京駅発の新幹線下り「ひかり21号」が熱海駅 - 静岡駅間を走行中、車掌が7号車16番D席の上に『源氏物語』（ケース入り）一冊が置かれているのを発見した。しかし、その時点では乗客の所有物であると考えたため、他号車に移りその場を離れた。その後検札および巡視のため、車掌が再びD席を通過した際、本が依然として置かれている様子に不審を抱いたため、豊橋駅を通過後、専務車掌に本を提出した。
専務車掌が本をケースから取り出した際、本から電線状の物体が飛び出したため注意して見ると、万年筆のキャップ状の物体を確認した。専務車掌はこれを爆発物ではないかと考え、運転指令所に連絡の上、名古屋中央鉄道公安室を通じて愛知県警中村警察署に届け出た。

## 犯罪捜査の開始
警視庁は、この事件が新幹線の爆破と乗客の殺傷を意図した重大事件であること、かつ、犯罪の様態が愛知県から大阪府の複数府県にまたがる広域性を持っていることから、愛知県警察本部が収集した証拠資料を引き継ぎ、事件の捜査に当たることを決定した。
翌16日、警視庁刑事部捜査第一課に特別捜査本部を設置し、時限爆破装置（ダイナマイト3本、電気雷管3本、乾電池1本）の解析とこれを収納した『源氏物語』の本ケースの出所、遺留指紋の検出を行い、警察庁に保管されていた約598万8千人分の指紋原紙と照合したが、該当者が存在しなかった。その後の指紋照合においても該当者が発見できなかったため、事件発生2か月後の6月27日、警視庁は検出された指紋を全国に手配し、他の事件の被疑者等の指紋採取の際に照合に当たるように依頼した。

## 被疑者の発見
上記の照合の結果、1968年（昭和43年）2月16日、福島県警察須賀川警察署が窃盗の容疑で補導した、福島県在住の少年（当時18歳）の指紋が、手配されていた指紋と一致した。警視庁は少年を逮捕、身柄を警視庁に移し、取調べを行った結果、少年は容疑を認めることになった。
少年の自供によると、少年は地元高校に入学後、自宅の自室で化学実験を行ううちに爆発物に対して異常な関心を抱くようになり、1967年（昭和42年）1月1日夜、福島県の国道の工事現場に設置された倉庫からダイナマイト2号榎（えのき）1450本、電気雷管40本を窃取した。その後、2月15日に発生した羽田空港爆破事件に触発され、犯行を決意したものであった。